# Garret D. Wall

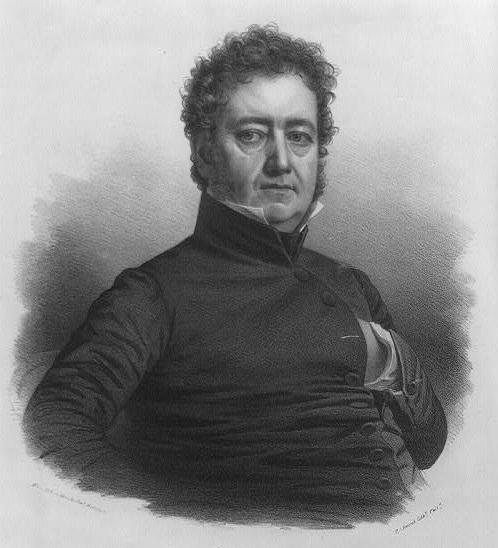
Garret D. Wall

Garret Dorset Wall (* 10. März 1783 in Middletown, New Jersey; † 22. November 1850 in Burlington, New Jersey) war ein US-amerikanischer Politiker (Demokratische Partei), der den Bundesstaat New Jersey im US-Senat vertrat.
Nach Abschluss seiner Schulausbildung studierte Garret Wall die Rechtswissenschaften und erhielt 1804 die Erlaubnis, als Anwalt zu praktizieren, woraufhin er eine Kanzlei in Burlington eröffnete. Während des Britisch-Amerikanischen Krieges von 1812 kommandierte er ein Freiwilligenregiment aus Trenton. Danach fungierte er von 1812 bis 1817 als Justizangestellter am Obersten Gerichtshof von New Jersey; zudem war er von 1815 bis 1837 Quartermaster General des Staates.
Politisch betätigte sich Wall erstmals 1827 als Abgeordneter in der New Jersey General Assembly. 1829 wurde er als Nachfolger von Lucius Elmer Bundesstaatsanwalt für den Distrikt New Jersey; im selben Jahr wurde er zum Gouverneur des Staates gewählt, nahm die Wahl aber nicht an.
Am 4. März 1835 zog Wall nach erfolgreicher Wahl in den US-Senat in Washington ein. Er verbrachte dort eine komplette sechsjährige Amtsperiode, verfehlte aber 1840 die Wiederwahl, als er am Whig Jacob W. Miller scheiterte. Im Senat war er unter anderem Vorsitzender des Justizausschusses. Von 1848 bis zu seinem Tod amtierte Garret Wall danach als Richter am Court of Errors and Appeals, dem zu diesem Zeitpunkt höchsten Gerichtshof auf Staatsebene.
Die Wall Township in New Jersey ist nach Garret Wall benannt. Sein Sohn James wurde ebenfalls Politiker und war im Jahr 1863 für wenige Wochen US-Senator.